# بيل واي أو اتش-4
بيل واي أو اتش-4 (بالإنجليزية: Bell YOH-4)‏ هي طائرة استكشاف أنتجت في الولايات المتحدة. من صناعة بيل للمروحيات. كان أول طيران لها في 8 ديسمبر 1962.